# Котляров, Александр Сергеевич (белорусский футболист)
Алекса́ндр Серге́евич Котляро́в (бел. Аляксандр Сяргеевіч Катляроў; род. 30 января 1993, Мозырь, Гомельская область) — белорусский футболист, полузащитник солигорского «Шахтёра».

## Клубная карьера
Начал заниматься футболом в Мозыре, однако в возрасте 15 лет был приглашен в «Гомель». В сезоне 2010 выступал за фарм-клуб «Гомель-2», позднее стал играть за дубль. В сезоне 2012 вместе с гомельской командой стал победителем чемпионата дублеров.
В марте 2013 года был отдан в аренду речицкому «Ведричу-97». В первой половине сезона появлялся в стартовом составе, но после того, как летом пост главного тренера занял Александр Бразевич, стал преимущественно выходить на замену.
По окончании сезона 2013 покинул «Гомель». С февраля 2014 стал тренироваться в составе мозырьской «Славии», и в итоге начал в составе этого клуба сезон 2014. Сумел закрепиться в основе и помог клубу вернуться в Высшую лигу. В сезоне 2015 продолжал быть игроком основы «Славии», выступая на позиции правого полузащитника. В мае-августе 2016 года отсутствовал из-за травмы, позднее вернувшись в основной состав. В сезона 2017 был прочным игроком основы, с 4 голами став лучшим бомбардиром команды, но не сумел спасти её от вылета в Первую лигу.
В январе 2018 года стало известно об уходе Котлярова из «Славии», и вскоре полузащитник подписал двухлетний контракт с жодинским «Торпедо-БелАЗ». Закрепился в стартовом составе жодинского клуба, в ноябре 2018 года отсутствовал из-за травмы.
В сезоне 2019 стал реже появляться на поле. В июле разорвал контракт с «Торпедо-БелАЗ» и стал игроком латвийской «Елгавы», которую возглавил Олег Кубарев. Не смог закрепиться в составе команды, до конца сезона сыграл в четырёх матчах. В январе 2020 года стало известно, что Белорусский полузащитник покидает «Елгаву».
В феврале 2020 года перешёл в клуб «Славия-Мозырь». В октябре получил травму и до конца года не появлялся на поле, также из-за травмы пропустил начало 2021 года и не был заявлен за «Славию» на сезон 2021.
В июле 2021 года стал игроком «Крумкачей», где играл до конца сезона.

### Статистика
| Сезон    | Дивизион | Клуб          | Матчи | Голы |
| -------- | -------- | ------------- | ----- | ---- |
| 2010     | Д3       | Гомель-2      | 26    | 0    |
| 2011     | дубль    | Гомель        | 29    | 2    |
| 2012     | дубль    | Гомель        | 27    | 4    |
| 2013     | Д2       | Ведрич-97     | 27    | 5    |
| 2014     | Д2       | Славия-Мозырь | 29    | 5    |
| 2015     | Д1       | Славия-Мозырь | 25    | 3    |
| 2016     | Д1       | Славия-Мозырь | 16    | 2    |
| 2017     | Д1       | Славия-Мозырь | 29    | 4    |
| 2018     | Д1       | Торпедо-БелАЗ | 25    | 3    |
| 2019 (1) | Д1       | Торпедо-БелАЗ | 6     | 0    |
| 2019 (2) | Д1       | Елгава        | 4     | 0    |
| 2020     | Д1       | Славия-Мозырь | 19    | 1    |
| 2021     | Д2       | Крумкачи      | 16    | 4    |